# Européade

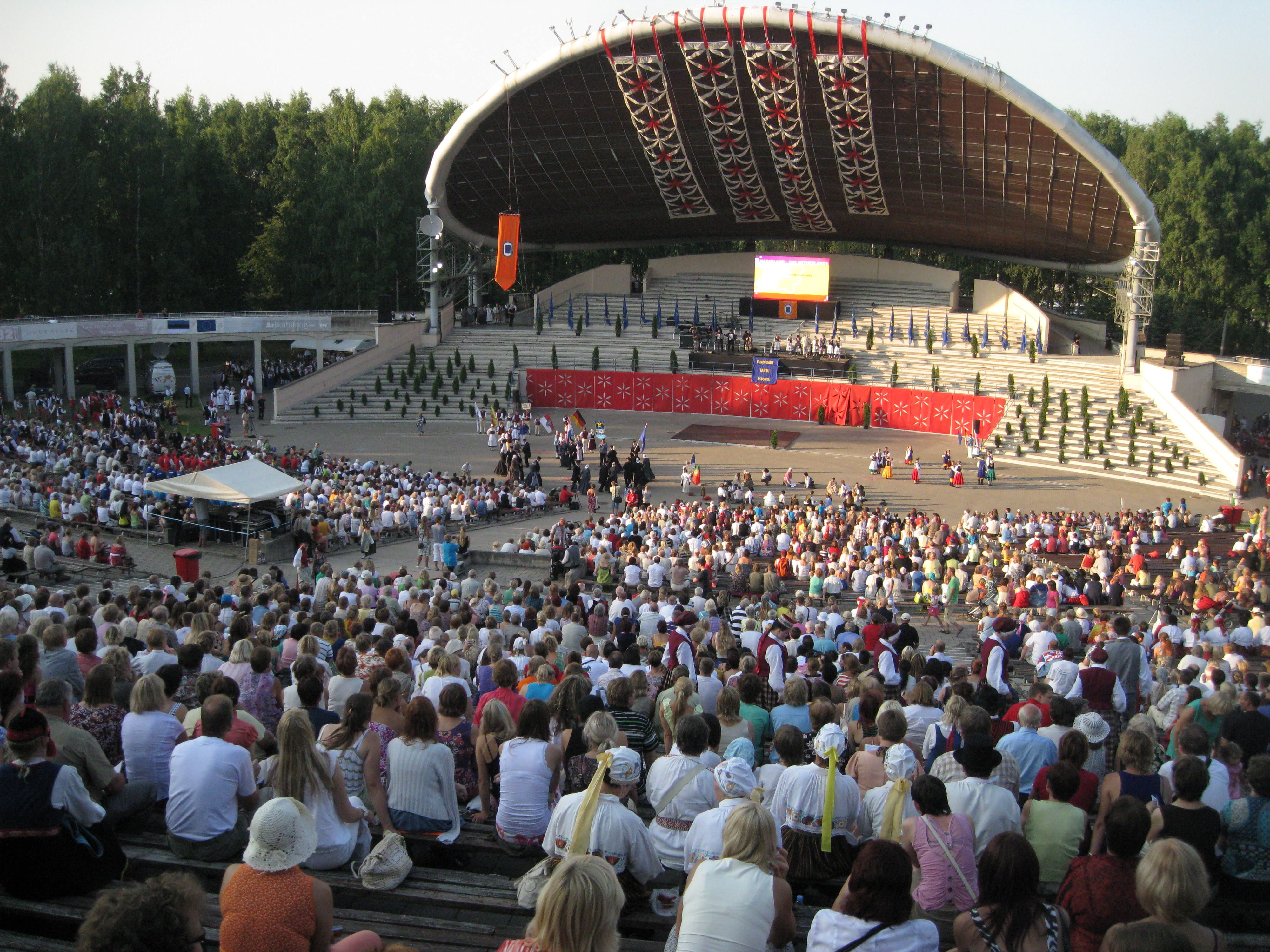
Européade 2011 à Tartu en Estonie.

L'Européade est un spectacle annuel de folklore, rassemblant des bénévoles venus de centaines de régions d'Europe, paradant en costumes, montrant leurs danses et les chants locaux. 
L'idée provient du Flamand Mon de Clopper (1922-1998), président du Vlaamse Volkskunstbeweging, dans l'idée de bâtir une Europe culturelle. Ainsi le festival se clôt généralement par une déclaration d'une personnalité locale pour la paix et la culture.
Les Européades reunissent des milliers de danseurs et musiciens venant de toutes l'Europe.

## Éditions
- 1964, Anvers, Belgique
- 1965, Dortmund, Allemagne
- 1966, Anvers, Belgique
- 1967, Valence, Espagne
- 1968, Anvers, Belgique
- 1969, Marche-en-Famenne, Belgique
- 1970, Herzogenaurach, Allemagne
- 1971, Anvers, Belgique
- 1972, Annecy, France
- 1973, Nuoro, Italie
- 1974, Anvers, Belgique
- 1975, Marbella, Espagne
- 1976, Annecy, France
- 1977, Nuoro, Italie
- 1978, Vienne, Autriche
- 1979, Anvers, Belgique
- 1980, Schwalmstadt, Allemagne
- 1981, Martigny, Suisse
- 1982, Gijón, Espagne
- 1983, Vienne, Autriche
- 1984, Rennes, France
- 1985, Turin, Italie
- 1986, Figueira da Foz, Portugal
- 1987, Munich, Allemagne
- 1988, Anvers, Belgique
- 1989, Libourne, France
- 1990, Valladolid, Espagne
- 1991, Rennes, France
- 1992, Figueira da Foz, Portugal
- 1993, Horsens, Danemark
- 1994, Frankenberg, Allemagne
- 1995, Valence, Espagne
- 1996, Turin, Italie
- 1997, Martigny, Suisse
- 1998, Rennes, France
- 1999, Bayreuth, Allemagne
- 2000, Horsens, Danemark
- 2001, Zamora, Espagne
- 2002, Anvers, Belgique
- 2003, Nuoro, Italie
- 2004, Riga, Lettonie. Première dans les pays baltes et dans territoire anciennement occupé par l'Union soviétique. Un monument commémore cette édition, financé par les anciennes villes hôtes.
- 2005, Quimper, France
- 2006, Zamora, Espagne
- 2007, Horsens, Danemark
- 2008, Martigny, Suisse
- 2009, Klaipėda, Lituanie
- 2010, Bolzano, Italie
- 2011, Tartu, Estonie
- 2012, Padoue, Italie
- 2013, Gotha, Allemagne
- 2014, Kielce, Pologne
- 2015, Helsingborg, Suède
- 2016, Namur, Belgique
- 2017, Turku, Finlande
- 2018, Viseu, Portugal
- 2019, Frankenberg (Hesse), Allemagne